# The Tortured Poets Department
The Tortured Poets Department (englisch für „Die Abteilung für gequälte Dichter“) ist das elfte Studioalbum der US-amerikanischen Singer-Songwriterin Taylor Swift, erschienen am 19. April 2024. Das Album umfasst 16 Lieder, sowie je nach Ausgabe den Bonustrack The Manuscript, The Bolter, The Albatross, beziehungsweise The Black Dog. Kurz nach der Veröffentlichung erschien das Album als Doppelalbum, betitelt mit The Tortured Poets Department: The Anthology. Diese Version umfasst 15 zusätzliche Lieder, darunter die zuvor genannten Bonustracks.
Das Album erreichte in mehreren Ländern Platz eins der Charts und belegte mit seinen Liedern die ersten 14 Plätze der US-amerikanischen Billboard Hot 100. Viele Musikstreamingdienste verzeichneten in kurzer Zeit diverse Rekorde.

## Entstehung
“The Tortured Poets Department. An anthology of new works that reflect events, opinions and sentiments from a fleeting and fatalistic moment in time – one that was both sensational and sorrowful in equal measure. This period of the author’s life is now over, the chapter closed and boarded up. There is nothing to avenge, no scores to settle once wounds have healed. And upon further reflection, a good number of them turned out to be self-inflicted. This writer is of the firm belief that our tears become holy in the form of ink on a page. Once we have spoken our saddest story, we can be free of it. \ And then all that’s left behind is the tortured poetry.”

„The Tortured Poets Department. Eine Anthologie neuer Werke, die Ereignisse, Meinungen und Gefühle aus einer vergänglichen und fatalistischen Zeit widerspiegeln – einer Zeit, die gleichermaßen sensationell und traurig war. Dieser Lebensabschnitt der Autorin ist nun vorbei, das Kapitel ist abgeschlossen und zugenagelt. Es gibt nichts mehr zu rächen, keine Rechnungen mehr zu begleichen, wenn die Wunden verheilt sind. Und bei näherem Hinsehen stellte sich heraus, dass eine ganze Reihe von ihnen selbst zugefügt worden waren. Diese Autorin ist der festen Überzeugung, dass unsere Tränen in Form von Tinte auf einem Blatt heilig werden. Wenn wir unsere traurigste Geschichte ausgesprochen haben, können wir uns von ihr befreien. \ Und dann bleibt nur noch die gequälte Poesie zurück.“

Am 21. Oktober 2022 erschien Swifts zehntes Studioalbum Midnights. Bei der Ankündigung von The Tortured Poets Department im Februar 2024 gab Swift an, seit zwei Jahren insgeheim an dem Album gearbeitet zu haben. Zwischen den zwei Studioalben veröffentlichte Swift zudem die Neuaufnahmen ihrer früheren Studioalben Speak Now (2010) und 1989 (2014) um die Verfügungsgewalt über ihre Alben bei Big Machine Records zu erlangen.
Der Albumtitel ist womöglich eine Anspielung auf den Titel eines WhatsApp-Gruppenchats – „The Tortured Man Club“ – die von ihrem Ex-Freund Joe Alwyn zusammen mit Andrew Scott und Paul Mescal gegründet wurde. Das Paar trennte sich Anfang 2023 nach einer sechsjährigen Beziehung. Fans spekulieren deshalb, dass Alwyn als Inspiration diente. Infolge der Veröffentlichung erklärte Swift das Album als „Anthologie neuer Werke, die Ereignisse, Meinungen und Gefühle aus einer vergänglichen und fatalistischen Zeit widerspiegeln“ nach einem abgeschlossenen Lebensabschnitt.
Das Albumcover fotografierte Beth Garrabrant, die zuvor auch das Cover für Folklore (2020) schoss. Es zeigt einen Ausschnitt von Swift, dunkel und leicht gekleidet, in einem weiß bezogenen Bett liegend und weist ein helles Erscheinungsbild auf.

## Veröffentlichung & Promotion
“Okay, this is my 13th Grammy. It’s just my lucky number, I don’t know if I’ve ever told you that. […] [I’m] telling you a secret that I’ve been keeping from you for the last two years: My brand new album comes out April 19, it’s called The Tortured Poets Department, and I’m gonna go and post the cover backstage.”

„Okay, das ist mein 13. Grammy. Es ist einfach meine Glückszahl, ich weiß nicht, ob ich euch das jemals gesagt habe. […] Ich verrate euch ein Geheimnis, das ich die letzten zwei Jahre vor euch geheim gehalten habe: Mein brandneues Album kommt am 19. April heraus, es heißt The Tortured Poets Department, und ich werde das Cover backstage posten.“

Am 4. Februar 2024 änderte Swift ihr Profilbild in den sozialen Medien zu einem Schwarz-weiß-Bild und sorgte so bereits für Spekulationen bezüglich einer Neuaufnahme ihres sechsten Studioalbums Reputation (2017).
Daraufhin erschien ihre Website nicht erreichbar zu sein. Es erschienen der HTTP-Statuscode 321 und der Fehlercode „hneriergrd“, der von Fans zu „red herring“ („Ablenkungsmanöver“) entziffert wurde.
Am Abend besuchte Swift die Grammy Awards 2024 und gewann in den Kategorien „Album of the Year“ und „Best Pop Vocal Album“ für Midnights. In ihrer Dankesrede kündigte Swift ihr nächstes Studioalbum The Tortured Poets Department für den 19. April 2024 an. Das Album war unmittelbar danach zur Vorbestellung verfügbar. In den sozialen Medien teilte sie das Albumcover zusammen mit dem handgeschriebenen Text:

„And so I enter into evidence \
My tarnished coat of arms \
My muses, acquired like bruises \
My talismans and charms \
The tick, \
tick, \
tick \
of love bombs \
My veins of pitch black ink
All’s fair in love and poetry… \
Sincerely, \
The Chairman \
of The Tortured Poets Department \“

„Und so übergebe ich in die Beweisaufnahme \
Mein beflecktes Wappen \
Meine Musen, erworben wie Blutergüsse \
Meine Talismane und Glücksbringer \
Das Tick, \
Tick, \
Tick \
der Liebesbomben (vgl. auch Love Bombing) \
Meine Venen der pechschwarzen Tinte
Alles ist erlaubt in der Liebe und der Lyrik… \
Hochachtungsvoll, \
Die (oder der) Vorsitzende \
der Fakultät für gequälte Poetinnen und Poeten \“

Am 6. Februar teilte Swift die Cover-Rückseite samt Titelliste und verkündete so die Zusammenarbeit mit Post Malone und Florence + the Machine.
Neben den 16 Liedern der Standard-Edition gebe es eine Sonderausgabe, die den Bonustrack The Manuscript enthalte. Am 16. Februar kündigte Swift während eines Konzerts der The Eras Tour in Melbourne eine weitere Sonderausgabe an, nun mit dem Bonustrack The Bolter. Am 23. Februar folgte – angekündigt in Sydney – eine weitere Sonderausgabe mit dem Bonustrack The Albatross und schließlich am 3. März in Singapur die vierte Albumvariante mit dem Bonustrack The Black Dog. Am 18. April kündigte Swift den Single-Release von Fortnight sowie ein zugehöriges Musikvideo mit Post Malone für den Folgetag an. Zwei Stunden nach der Veröffentlichung des Albums am 19. April erwies sich dieses als Doppelalbum, nachdem 15 weitere Tracks unter dem Albumtitel The Tortured Poets Department: The Anthology erschienen.
Vor der Veröffentlichung errichtete Spotify eine dreitägige Pop-Up-Bibliothek in Los Angeles, um für das Album zu werben.
QR-Codes in Städten weltweit führten zu ungelisteten Kurzvideos auf Swifts YouTube-Profil. Neben versteckten Easter Eggs in Songtexten erstellte Apple Music fünf Playlists, jede davon für eine der Fünf Phasen der Trauer.

## Titelliste
| Nr.          | Titel                                     | Autor(en)                                | Länge   |
| ------------ | ----------------------------------------- | ---------------------------------------- | ------- |
| 1.           | Fortnight (Feat. Post Malone)             | Taylor Swift, Jack Antonoff, Austin Post | 3:48    |
| 2.           | The Tortured Poets Department             | Swift, Antonoff                          | 4:53    |
| 3.           | My Boy Only Breaks His Favorite Toys      | Swift                                    | 3:23    |
| 4.           | Down Bad                                  | Swift, Antonoff                          | 4:21    |
| 5.           | So Long, London                           | Swift, Aaron Dessner                     | 4:22    |
| 6.           | But Daddy I Love Him                      | Swift, Dessner                           | 5:40    |
| 7.           | Fresh Out the Slammer                     | Swift, Antonoff                          | 3:30    |
| 8.           | Florida!!! (Feat. Florence + the Machine) | Swift, Florence Welch                    | 3:35    |
| 9.           | Guilty as Sin?                            | Swift, Antonoff                          | 4:14    |
| 10.          | Who’s Afraid of Little Old Me?            | Swift                                    | 5:34    |
| 11.          | I Can Fix Him (No Really I Can)           | Swift, Antonoff                          | 2:36    |
| 12.          | loml                                      | Swift, Dessner                           | 4:37    |
| 13.          | I Can Do It With a Broken Heart           | Swift, Antonoff                          | 3:38    |
| 14.          | The Smallest Man Who Ever Lived           | Swift, Dessner                           | 4:05    |
| 15.          | The Alchemy                               | Swift, Antonoff                          | 3:16    |
| 16.          | Clara Bow                                 | Swift, Dessner                           | 3:36    |
| Gesamtlänge: | Gesamtlänge:                              | Gesamtlänge:                             | 1:05:08 |

| Nr.          | Titel                            | Autor(en)                      | Länge   |
| ------------ | -------------------------------- | ------------------------------ | ------- |
| 17.          | The Black Dog                    | Swift                          | 3:58    |
| 18.          | imgonnagetyouback                | Swift, Antonoff                | 3:42    |
| 19.          | The Albatross                    | Swift, Dessner                 | 3:03    |
| 20.          | Chloe or Sam or Sophia or Marcus | Swift, Dessner                 | 3:33    |
| 21.          | How Did It End?                  | Swift, Dessner                 | 3:58    |
| 22.          | So High School                   | Swift, Dessner                 | 3:48    |
| 23.          | I Hate It Here                   | Swift, Dessner                 | 4:03    |
| 24.          | thanK you aIMee                  | Swift, Dessner                 | 4:23    |
| 25.          | I Look in People’s Windows       | Swift, Antonoff, Patrik Berger | 2:11    |
| 26.          | The Prophecy                     | Swift, Dessner                 | 4:09    |
| 27.          | Cassandra                        | Swift, Dessner                 | 4:00    |
| 28.          | Peter                            | Swift                          | 4:43    |
| 29.          | The Bolter                       | Swift, Dessner                 | 3:58    |
| 30.          | Robin                            | Swift, Dessner                 | 4:00    |
| 31.          | The Manuscript                   | Swift                          | 3:44    |
| Gesamtlänge: | Gesamtlänge:                     | Gesamtlänge:                   | 2:02:21 |

| Nr. | Titel          | Autor(en) | Länge |
| --- | -------------- | --------- | ----- |
| 17. | The Manuscript | Swift     | 3:44  |

| Nr. | Titel      | Autor(en)      | Länge |
| --- | ---------- | -------------- | ----- |
| 17. | The Bolter | Swift, Dessner | 3:58  |

| Nr. | Titel         | Autor(en)      | Länge |
| --- | ------------- | -------------- | ----- |
| 17. | The Albatross | Swift, Dessner | 3:03  |

| Nr. | Titel         | Autor(en) | Länge |
| --- | ------------- | --------- | ----- |
| 17. | The Black Dog | Swift     | 3:58  |

## Singleauskopplungen
| Jahr | Titel                                | Höchstplatzierung, Gesamtwochen, AuszeichnungChartplatzierungen (Jahr, Titel, , Platzierungen, Wochen, Auszeichnungen, Anmerkungen) | Höchstplatzierung, Gesamtwochen, AuszeichnungChartplatzierungen (Jahr, Titel, , Platzierungen, Wochen, Auszeichnungen, Anmerkungen) | Höchstplatzierung, Gesamtwochen, AuszeichnungChartplatzierungen (Jahr, Titel, , Platzierungen, Wochen, Auszeichnungen, Anmerkungen) | Höchstplatzierung, Gesamtwochen, AuszeichnungChartplatzierungen (Jahr, Titel, , Platzierungen, Wochen, Auszeichnungen, Anmerkungen) | Höchstplatzierung, Gesamtwochen, AuszeichnungChartplatzierungen (Jahr, Titel, , Platzierungen, Wochen, Auszeichnungen, Anmerkungen) | Anmerkungen                                             |
| Jahr | Titel                                | DE | AT | CH | UK | US | Anmerkungen                                             |
| --- | ------------------------------------ | --- | --- | --- | --- | --- | ------------------------------------------------------- |
| 2024 | Fortnight                            | DE2 (25 Wo.)DE | AT2 (23 Wo.)AT | CH3 (19 Wo.)CH | UK1 (24 Wo.)UK | US1 (20 Wo.)US | Erstveröffentlichung: 19. April 2024 feat. Post Malone  |
| 2024 | I Can Do It with a Broken Heart      | DE60 (7 Wo.)DE | AT11 (5 Wo.)AT | CH30 (4 Wo.)CH | UK8 (26 Wo.)UK | US3 (31 Wo.)US | Erstveröffentlichung: 16. Juli 2024                     |
| Folgende Lieder erschienen nicht als Single, wurden aber durch das Album zum Download und Streaming bereitgestellt und konnten somit eine Platzierung erlangen: |                                      | | | | | |                                                         |
| |                                      | | | | | |                                                         |
| 2024 | The Tortured Poets Department        | DE— aDE | AT10 (1 Wo.)AT | CH10 (1 Wo.)CH | UK3 (1 Wo.)UK | US4 (7 Wo.)US | Charteinstieg: 28. April 2024                           |
| 2024 | So Long, London                      | DE— bDE | — | CH11 (1 Wo.)CH | — | US5 (8 Wo.)US | Charteinstieg: 28. April 2024                           |
| 2024 | Down Bad                             | DE— cDE | AT39 (1 Wo.)AT | CH43 (1 Wo.)CH | UK4 (7 Wo.)UK | US2 (12 Wo.)US | Charteinstieg: 2. Mai 2024                              |
| 2024 | My Boy Only Breaks His Favorite Toys | DE— dDE | — | — | — | US6 (8 Wo.)US | Charteinstieg: 4. Mai 2024                              |
| 2024 | But Daddy I Love Him                 | — | — | — | — | US7 (8 Wo.)US | Charteinstieg: 4. Mai 2024                              |
| 2024 | Florida!!!                           | DE— eDE | — | — | — | US8 (7 Wo.)US | Charteinstieg: 4. Mai 2024 feat. Florence + the Machine |
| 2024 | Who’s Afraid of Little Old Me?       | DE— fDE | — | — | — | US9 (11 Wo.)US | Charteinstieg: 4. Mai 2024                              |
| 2024 | Guilty as Sin?                       | — | — | — | — | US10 (10 Wo.)US | Charteinstieg: 4. Mai 2024                              |
| 2024 | Fresh Out the Slammer                | — | — | — | — | US11 (5 Wo.)US | Charteinstieg: 4. Mai 2024                              |
| 2024 | Loml                                 | — | — | — | — | US12 (7 Wo.)US | Charteinstieg: 4. Mai 2024                              |
| 2024 | The Alchemy                          | — | — | — | — | US13 (6 Wo.)US | Charteinstieg: 4. Mai 2024                              |
| 2024 | The Smallest Man Who Ever Lived      | — | — | — | — | US14 (7 Wo.)US | Charteinstieg: 4. Mai 2024                              |
| 2024 | I Can Fix Him (No Really I Can)      | — | — | — | — | US20 (5 Wo.)US | Charteinstieg: 4. Mai 2024                              |
| 2024 | Clara Bow                            | — | — | — | — | US21 (4 Wo.)US | Charteinstieg: 4. Mai 2024                              |
| 2024 | Thank You Aimee                      | — | — | — | — | US23 (3 Wo.)US | Charteinstieg: 4. Mai 2024                              |
| 2024 | So High School                       | — | — | — | — | US24 (5 Wo.)US | Charteinstieg: 4. Mai 2024                              |
| 2024 | The Black Dog                        | — | — | — | — | US25 (4 Wo.)US | Charteinstieg: 4. Mai 2024                              |
| 2024 | Imgonnagetyouback                    | — | — | — | — | US26 (5 Wo.)US | Charteinstieg: 4. Mai 2024                              |
| 2024 | The Albatross                        | — | — | — | — | US30 (3 Wo.)US | Charteinstieg: 4. Mai 2024                              |
| 2024 | The Prophecy                         | — | — | — | — | US32 (4 Wo.)US | Charteinstieg: 4. Mai 2024                              |
| 2024 | I Hate It Here                       | — | — | — | — | US34 (3 Wo.)US | Charteinstieg: 4. Mai 2024                              |
| 2024 | How Did It End?                      | — | — | — | — | US35 (4 Wo.)US | Charteinstieg: 4. Mai 2024                              |
| 2024 | Chloe or Sam or Sophia or Marcus     | — | — | — | — | US36 (3 Wo.)US | Charteinstieg: 4. Mai 2024                              |
| 2024 | I Look in People’s Windows           | — | — | — | — | US39 (2 Wo.)US | Charteinstieg: 4. Mai 2024                              |
| 2024 | Cassandra                            | — | — | — | — | US44 (2 Wo.)US | Charteinstieg: 4. Mai 2024                              |
| 2024 | Peter                                | — | — | — | — | US46 (2 Wo.)US | Charteinstieg: 4. Mai 2024                              |
| 2024 | The Bolter                           | — | — | — | — | US47 (2 Wo.)US | Charteinstieg: 4. Mai 2024                              |
| 2024 | The Manuscript                       | — | — | — | — | US51 (2 Wo.)US | Charteinstieg: 4. Mai 2024                              |
| 2024 | Robin                                | — | — | — | — | US55 (1 Wo.)US | Charteinstieg: 4. Mai 2024                              |

## Kommerzieller Erfolg
Am Tag vor der Veröffentlichung verkündete der Musik-Streamingdienst Spotify, das Album habe den Rekord als das am häufigsten vorgespeicherte Album in der Geschichte der Plattform gebrochen. Am ersten Tag nach der Veröffentlichung löste das Album mit über 300 Millionen Streams Swifts zehntes Studioalbum Midnights als das am meisten gestreamte Album binnen eines Tages auf Spotify ab. Auf Amazon Music wurde das Album zum meistgestreamten Album am Tag dessen Veröffentlichung gekürt. Auf Apple Music erreichte das Album den besagten Status unter allen Pop-Alben. Alle 31 Lieder stiegen simultan in die Billboard Hot 100 ein und besetzten dabei die ersten 14 Plätze. In der ersten Woche wurden 2,6 Millionen Albumäquivalente in den Vereinigten Staaten registriert, sowie 891 Millionen Album-Streams.

### Chartplatzierungen
The Tortured Poets Department erreichte unter anderem Platz eins der deutschen Albumcharts. Das Album erzielte dabei nicht nur die beste Album-Startwoche seit zwei Jahren, sondern ist auch das innerhalb einer Woche meistverkaufte Album eines internationalen Acts seit zweieinhalb Jahren bzw. eines Solo-Acts seit sieben Jahren. Die Sängerin stand damit zum dritten Mal nach Midnights und 1989 (Taylor’s Version) an der Spitze der deutschen Albumcharts. In den deutschen Vinylcharts belegte das Album ebenfalls die Chartspitze. Die Schallplatte verkaufte sich in der ersten Woche über 30.000 Mal, was ebenfalls den stärksten Start seit zwei Jahren darstellt. Zuletzt setzten Rammstein mit Zeit mehr Platten in der Debütwoche ab. Es ist nach Midnights (November 2022) und Speak Now (Taylor’s Version) (August 2023) ihr drittes Nummer-eins-Album in den Vinylcharts. Im Dezember 2024 platzierte sich das Album zum dritten Mal an der Chartspitze der Vinylcharts, dies gelang erstmals einem Album. Darüber hinaus erreichte The Tortured Poets Department ebenfalls die Chartspitze der Popcharts und legte in Deutschland mit 11,5 Millionen Abrufen den erfolgreichsten Streaming-Start aller Zeiten hin. Noch dazu ist Swift der meistgestreamte Act am Veröffentlichungstag mit 14,4 Millionen Abrufen binnen 24 Stunden.
| ChartsChartplatzierungen       | Höchstplatzierung | Wochen |
| ------------------------------ | ----------------- | ------ |
| Deutschland (GfK)              | 1 (… Wo.)         | …      |
| Österreich (Ö3)                | 1 (… Wo.)         | …      |
| Schweiz (IFPI)                 | 1 (43 Wo.)        | 43     |
| Vereinigte Staaten (Billboard) | 1 (… Wo.)         | …      |
| Vereinigtes Königreich (OCC)   | 1 (… Wo.)         | …      |

| ChartsJahrescharts (2024)      | Platzierung |
| ------------------------------ | ----------- |
| Deutschland (GfK)              | 1           |
| Österreich (Ö3)                | 1           |
| Schweiz (IFPI)                 | 1           |
| Vereinigte Staaten (Billboard) | 1           |
| Vereinigtes Königreich (OCC)   | 1           |

### Auszeichnungen für Musikverkäufe
Laut dem Magazin Billboard konnten in den Vereinigten Staaten innerhalb des ersten Tages nach Veröffentlichung des Albums 1,6 Millionen Album-Äquivalente abgesetzt werden, die sich aus 243,4 Millionen Streaming-Aufrufen und 1,4 Millionen reinen Verkäufen zusammensetzen. Zu den reinen Verkäufen gehörten 600.000 Vinyl-Schallplatten. Im Vereinigten Königreich verkaufte sich The Tortured Poets Department innerhalb der ersten drei Tage über 220.000 Mal, womit es zum sich am schnellsten verkauften Album des Jahres 2024 und von Taylor Swift selbst wurde.
| Land/Region                  | Auszeichnungen für Musikverkäufe (Land/Region, Auszeichnung, Verkäufe) | Verkäufe  |
| ---------------------------- | ---------------------------------------------------------------------- | --------- |
| Australien (ARIA)            | 3× Platin                                                              | 210.000   |
| Belgien (BRMA)               | Platin                                                                 | 20.000    |
| Brasilien (PMB)              | Diamant                                                                | 160.000   |
| Dänemark (IFPI)              | 2× Platin                                                              | 40.000    |
| Deutschland (BVMI)           | 3× Gold                                                                | 225.000   |
| Frankreich (SNEP)            | Platin                                                                 | 100.000   |
| Italien (FIMI)               | Platin                                                                 | 50.000    |
| Kanada (MC)                  | 5× Platin                                                              | 400.000   |
| Neuseeland (RMNZ)            | 4× Platin                                                              | 60.000    |
| Niederlande (NVPI)           | Platin                                                                 | 30.000    |
| Österreich (IFPI)            | Gold                                                                   | 7.500     |
| Polen (ZPAV)                 | 2× Platin                                                              | 40.000    |
| Portugal (AFP)               | Platin                                                                 | 7.000     |
| Schweiz (IFPI)               | Platin                                                                 | 20.000    |
| Spanien (Promusicae)         | 2× Platin                                                              | 80.000    |
| Vereinigte Staaten (RIAA)    | 6× Platin                                                              | 6.000.000 |
| Vereinigtes Königreich (BPI) | 3× Platin                                                              | 900.000   |
| Insgesamt                    | 2× Gold · 34× Platin · 1× Diamant ·                                    | 8.349.500 |

Hauptartikel: Taylor Swift/Auszeichnungen für Musikverkäufe/Alben